# Mario Cassinoni
Mario Cassinoni (Mercedes, 22 de octubre de 1907 – Montevideo, 5 de junio de 1965) fue un médico y profesor uruguayo que ocupó el cargo de Rector de la Universidad de la República de Uruguay entre 1956 y 1964. Fue durante su rectorado (año 1958) que se aprobó la Carta Orgánica de la Universidad de la República que rige aún a la institución. Fue también diputado por el Partido Socialista del Uruguay.

## Biografía
Nació en Mercedes en 1907. Realizó la primaria y primera parte de la secundaria en su ciudad natal. Se trasladó a Montevideo para culminar el bachillerato. Ingresó a la Facultad de Medicina en 1926.
Durante su período como estudiante universitario militó en la Asociación de Estudiantes de Medicina y en la Federación de Estudiantes Universitarios del Uruguay. Fue delegado estudiantil en el Consejo de la Facultad y en el Consejo Central Universitario.
Se afilió al Partido Socialista del Uruguay en 1931. En 1942 pasó a formar parte del Comité Ejecutivo Nacional del Partido. Escribió numerosos artículos en El Sol (órgano oficial del partido). Abandona el Comité Ejecutivo Nacional en mayo de 1949.
Regresa a la actividad política en 1953, año en el que es electo diputado. Deja dicho cargo en 1956.

## Actividad académica
Comienza su actividad docente en 1931, como ayudante de Fisiología. Se recibió de médico en 1937. Trabajó en los Institutos de Neurología y de Radiografía de la Facultad de Medicina. En 1948 fue elegido profesor titular de Física médica.
En 1956 fue elegido Decano de la Facultad de Medicina de la Universidad de la República, razón por la cual abandonó su militancia partidaria. Fue reelecto en dicho cargo al año siguiente. Entre sus aportes como decano están el poner en marcha el Hospital de Clínicas (primer y único hospital universitario del Uruguay). Termina su decanato en 1964 y vuelve a su actividad en el Partido Socialista.
En 1956 renuncia a su cargo de diputado para ser candidato a rector. Es electo, a iniciativa de los estudiantes, en noviembre de ese año. Luchó para reformar la Ley Orgánica que regía para la Universidad, algo que se concretó el 29 de octubre de 1958.
Durante su rectorado se creó el Fondo de Bienestar Estudiantil y se adquirió un predio (donde hoy funcionan la Facultad de Ciencias y el Instituto Pasteur) para un Hogar Estudiantil. Se crearon las Estaciones Experimentales Agronómicas en el interior del país, la Escuela Universitaria de Servicio Social, la Escuela de Bellas Artes, el Conservatorio Nacional de Música, la Escuela de Bibliotecología, los cursos de Técnico Rural que se dictaban en Salto, Cerro Largo y Paysandú.
Culminó su rectorado en 1964, un año antes de morir.

## Homenajes
- Desde el 25 de agosto de 1966 la Estación Experimental de Paysandú (impulsada por Cassinoni) pasó a llamarse Estación Experimental “Dr. Mario A. Cassinoni” (EEMAC).[6]

- Una importante calle que atraviesa los barrios Cordón y Parque Rodó de la ciudad de Montevideo lleva su nombre.[7]

- Una calle en la ciudad de Juan Lacaze lleva su nombre.[3]